# Подари (Калараш)
Подари (рум. Podari) насеље је у Румунији у округу Калараш у општини Иљана. Oпштина се налази на надморској висини од 50 m.

## Становништво
Према подацима из 2002. године у насељу је живело 172 становника, од којих су сви румунске националности.